# 仲野幹男
仲野 幹男（なかの みきお、1945年7月7日 - 2020年6月25日）は、日本の経営者。三和シヤッター工業社長を務めた。

## 経歴
北海道出身。足寄高等学校を経て、1968年に拓殖大学政治経済学部を卒業し、同年に三和シヤッター工業に入社。2006年6月に取締役に就任し、2007年6月に専務を経て、2008年4月には社長に就任し、2009年7月までに務めた。
2020年6月25日腎臓がんのために死去。74歳没。